# Sillago vittata
 Sillago vittata és una espècie de peix de la família Sillaginidae i de l'ordre dels perciformes. Va ser descrit per Roland J. Mckay el 1985.

## Morfologia
Els adults poden assolir fins a 30 cm de longitud total.

## Distribució geogràfica
Es troba a Austràlia Occidental.